# Тадеуш Йотейко
Тадеуш Йотейко (1 квітня 1872, Почуйки під Києвом — 20 серпня 1932, Цешин) — польський композитор, диригент хору, викладач. Брат Юзефи Йотейко.
Грі на скрипці навчався з 12 років. У 1889—1891 рр. навчався в консерваторії в Брюсселі, а в 1891—1895 рр. у Музичному інституті у Варшаві, де був студентом Зигмунта Носковського (композиція) та Олександра Тінка (віолончель); вже під час навчання був диригентом хору. У 1897 році він став диригентом хору співочої лютні в Радомі. У 1900—1902 рр. був віолончелістом у Великому театрі у Варшаві, з 1902 р. — диригентом музичного товариства в Лодзі, а потім у Каліші. У 1914 році оселився у Варшаві, де став професором консерваторії. Виступав у Варшаві на численних концертах як диригент хорових колективів, а під час Першої світової війни також як диригент симфонічного оркестру філармонії. Він популяризував музику: організовував шкільні концерти, читав лекції про музику, писав книги та статті. Був співзасновником, а потім президентом Асоціації друзів мистецтва, де провів низку концертів, присвячених сучасній польській музиці. В останній рік свого життя він був віце-президентом та скарбником Асоціації польських композиторів.